# Africaleurodes simula
Africaleurodes simula là một loài côn trùng cánh nửa trong họ Aleyrodidae, phân họ Aleyrodinae.
Africaleurodes simula được Peal miêu tả khoa học đầu tiên năm 1903.